# Toobaun
Toobaun is een bestuurslaag in het regentschap Kupang van de provincie Oost-Nusa Tenggara, Indonesië. Toobaun telt 1581 inwoners (volkstelling 2010).